# Berat Djimsiti
Berat Ridvan Gjimshiti (* 19. Februar 1993 in Zürich) ist ein albanischer Fussballspieler, der auch einen Schweizer Pass besitzt. Der Innenverteidiger steht seit 2016 in Diensten von Atalanta Bergamo.

## Karriere

### Verein
Sein Debüt in der Super League für den FC Zürich gab Djimsiti am 3. März 2012 im Heimspiel gegen den FC Sion (0:1), als er in der 84. Minute für Heinz Barmettler eingewechselt wurde. In seinem nächsten Einsatz als Profi gelang ihm zwei Monate später im Derby gegen den Grasshopper Club Zürich das Siegtor zum 1:0. Djimsiti etablierte sich ab der Saison 2012/13 als Stammspieler beim FC Zürich und schaffte den Sprung in die Schweizer U-21-Nationalmannschaft. Ein wichtiger Förderer jener Zeit war Urs Meier, der den FC Zürich im Spätherbst 2012 übernahm.
Auch die folgenden beiden Saisons verliefen für Djimsiti erfolgreich. Am Ende der Saison 2013/14 konnte er mit seinem Verein den Schweizer Cup gewinnen. Er war stets Stammspieler und kam auch im erfolgreichen Cupfinal gegen den FC Basel zum Einsatz.
In die Saison 2014/15 startete er mit dem FC Zürich erfolgreich, schwächelte aber wie die gesamte Mannschaft in der Rückrunde. Der Club konnte seine gute Ausgangslage aber halten und qualifizierte sich am Saisonende für die Europa League.
Im Januar 2016 wechselte er nach Italien zu Atalanta Bergamo, wo er einen bis Juni 2019 gültigen Vertrag erhielt. Nach lediglich drei Einsätzen in der Rückrunde wurde Djimsiti 2016/17 an die US Avellino 1912 ausgeliehen. Im Sommer 2017 folgte eine weitere Leihe zu Benevento Calcio.
In der Saison 2019/20 nahm Djimsiti mit Bergamo an der Champions League teil und erreichte das Viertelfinal, ehe der Wettbewerb wegen der COVID-19-Pandemie unterbrochen wurde.
Im Mai 2024 gewann er mit Atalanta durch einen 3:0-Finalsieg gegen Bayer 04 Leverkusen, das zuvor in 51 Saison-Pflichtspielen ungeschlagen geblieben war, die UEFA Europa League 2023/24.

### Nationalmannschaft
Djimsiti war langjähriges Mitglied diverser Schweizer Juniorennationalmannschaften. Für die Schweizer U-21-Nationalmannschaft kam er in sechs Länderspielen zum Einsatz.
Bereits 2014 kamen Gerüchte auf, nach denen sich Djimsiti für einen Verbandswechsel interessiere solle. Im Sommer 2015 bestätigte er, künftig für Albanien auflaufen zu wollen. In der Qualifikation für die EM 2016 gab er im Spiel gegen Dänemark (0:0) am 4. September 2015 sein Debüt in der albanischen Fussballnationalmannschaft. Das bisher einzige Tor erzielte er in der gleichen Kampagne beim 3:0-Auswärtssieg einen Monat später in Armenien.
Seit September 2023 ist er Kapitän der Nationalmannschaft, mit der er sich für die EM 2024 qualifizierte.

## Erfolge
- Schweizer Cupsieger: 2014, 2016

### Atalanta Bergamo
- Europa-League-Sieger: 2024